# Tioguanina
Tioguanina, 6-tioguanina – aromatyczny, heterocykliczny, organiczny związek chemiczny, pochodna puryny. Lek cytostatyczny, będący analogiem guaniny, stosowany w chemioterapii ostrych białaczek, szczególnie ostrej białaczki szpikowej i ostrej białaczki limfoblastycznej.